# ARA Seguí (D-25)
El ARA Seguí (D-25) fue un destructor de la clase Allen M. Sumner originalmente botado como USS Hank (DD-702) para la Armada de los Estados Unidos. Estuvo en operaciones en la Segunda Guerra Mundial y la guerra de Corea. Fue incorporado por la Armada Argentina a mediados de 1972 y sirvió hasta su baja en 1983. Estuvo en combate durante la guerra de las Malvinas como escolta del crucero ARA General Belgrano (C-4).

## Construcción y características
El USS Hank fue construido por el Federal Shipbuilding and Drydock Company, que puso en gradas al casco el 17 de enero de 1944 seguido de la botadura el 21 de mayo del mismo año. El nuevo destructor fue incorporado por la Armada de los Estados Unidos el 28 de agosto de 1944.
El Hank desplazaba 2200 toneladas con carga estándar y hasta 3320 t a plena carga. Tenía una eslora de 114,8 metros, una manga de 12,5 m y una calado de 5,8 m.

## Servicio en los Estados Unidos

### Segunda Guerra Mundial (1944-1945)
El destructor Hank arribó a Pearl Harbor el 6 de diciembre de 1944. El 28 de diciembre arribó a Ulithi. Dos días después zarpó junto integrando la Fuerza de Tareas (FT) 38, al mando del vicealmirante John S. McCain, Sr. En enero de 1945 la FT 38 realizó ataques aéreos contra posiciones japonesas en la costa de China, Formosa y Luzón. Posteriormente se desplazó al mar de la China Meridional y atacó la costa china e Indochina. El 26 de enero los portaaviones y sus escoltas, incluyendo al Hank, regresaron a Ulithi.
El Hank zarpó el 10 de febrero en la Fuerza de Tareas 58, al mando del almirante Marc A. Mitscher. Los aviones de esa fuerza atacaron a objetivos terrestres en Tokio antecediendo a la batalla de Iwo Jima. El Hank arribó a la zona de la isla de Iwo Jima el 18 de febrero, se mantuvo ahí para prestar apoyo a la invasión estadounidense a la mencionada isla que comenzó el día siguiente. Regresó a Ulithi el 4 de marzo.
El Hank zarpó el 14 de marzo, con la FT 58, para realizar nuevos ataques contra las islas japonesas. Entre el 27 y 28 de marzo bombardeó posiciones costeras japonesas en la isla de Minami Daitō. Después, se dirigió a la isla de Okinawa, para proveer apoyo a los desembarcos en esa isla el 1 de abril (véase también batalla de Okinawa). Posteriormente, durante una semana, detectó los portaaviones y detuvo ataques kamikazes con eficacia. Luego, operó como estación de piquete de radar. Cuando un kamikaze se acercó por la proa del puerto y se dirigió directamente hacia el puente, el preciso fuego antiaéreo del Hank lo desvió ligeramente, pero el avión Zero llegó lo suficientemente cerca como para matar a tres marineros antes de estrellarse contra el mar y explotar a bordo.
Luego de las reparaciones, se incorporó nuevamente el 1 de mayo de 1945, para reanudar las funciones de detección y piquete de radar en Okinawa. Posteriormente se dedicó a hacer piquete de radar en forma solitaria y alejada a 50 millas del grueso de la flota, para proveer alerta temprana de ataques aéreos. El 18 de julio se unió al Destroyer Squadron 62 y Cruiser Division 18 para realizar un barrido antibuque a través de la entrada a la bahía de Tokio.
Durante una patrulla de piquete de radar, el 9 de agosto, cinco aviones kamikaze atacaron al USS Hank y al USS Borie (DD-704). Uno logró hacer daño antes de ser derribado. El Hank reportó un desaparecido en acción y un herido.
Las hostilidades cesaron el 15 de agosto de 1945, y el Hank arribó a la bahía de Tokio el 10 de septiembre para participar de la ocupación. El 30 de diciembre regresó a Estados Unidos.

### Tiempos de paz

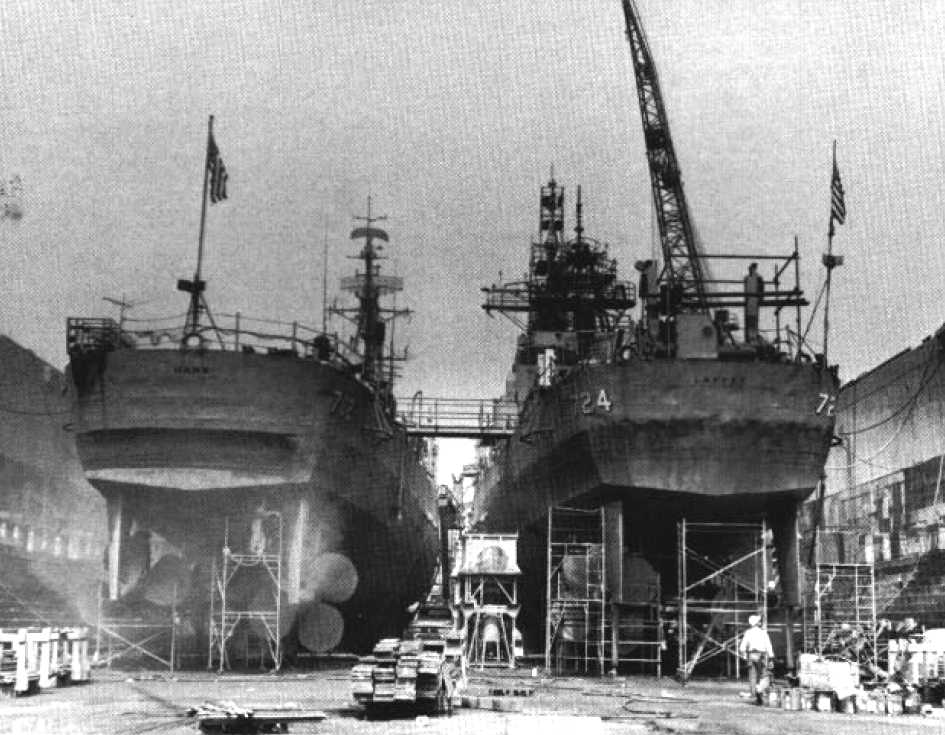
El USS Hank en dique seco junto al USS Laffey (DD-724).

Desde la finalización de la Segunda Guerra Mundial, el Hank operó desde Nueva Orleáns realizando viajes de entrenamiento de la reserva y visitas amistosas a los puertos del mar Caribe. El 6 de septiembre de 1949 se dirigió al mar Mediterráneo. Durante sus cinco meses con la Sexta Flota de los Estados Unidos, el Hank participó en operaciones anfibias y visitó algunos puertos importantes como Gibraltar y Sicilia. En enero de 1950 arribó a Inglaterra.

### Guerra de Corea
Arribó a Japón en octubre de 1950 y se unió a la Fuerza de Bloqueo y Escolta de las Naciones Unidas en la costa coreana. El Hank operó principalmente en las cercanías del puerto de Wonsan. Dio apoyo a la evacuación de Wonsan en diciembre y luego se trasladó a Hungnam para ayudar a proporcionar la cortina de fuego que cubría la evacuación de las tropas aliadas. En enero y febrero de 1951, el Hank apoyó al Octavo Ejército de los Estados Unidos mientras se movía para recuperar y consolidar Seúl e Incheon. El buque se dedicó a tareas de detección, patrulla en el bloqueo y bombardeo, en la costa coreana. En junio regresó a su país.

### Últimos años en Estados Unidos
El USS Hank se vio sometido a una revisión en Norfolk, y luego volvió las actividades de entrenamiento y alistamiento propias de los tiempos de paz. Patrulló el mar Mediterráneo durante la Guerra del Sinaí en 1956.
Participó en el apoyo de la Armada de los Estados Unidos al Proyecto Mercury. Participó de las tareas de patrulla y bloqueo en la Crisis de los misiles en Cuba junto al USS Independence (CV-62), en 1962. En 1963 fue designado Buque de Entrenamiento de Reserva Naval y cambió de base por Filadelfia.
Estados Unidos vendió al USS Hank a Argentina el 1 de julio de 1972.

## Servicio en Argentina
Se afirmó el pabellón argentino el 1 de julio de 1972. Zarpó de Filadelfia el 24 de agosto, y llegó a la Base Naval Puerto Belgrano el 28 de septiembre. Permaneció en la base mientras se preparó su alistamiento, el 11 de febrero de 1974 se incorporó a las actividades de la Flota de Mar.
El Instituto Browniano le donó el pabellón de guerra en septiembre de 1974.
El 16 de abril de 1982 zarpó de Puerto Belgrano, formando en un Grupo de Tareas junto con los ARA Hércules (D-1), ARA Py (D-27) y ARA Piedrabuena (D-29). Regresó a su base por problemas técnicos en su propulsión el 29 de abril. Desde el 29 de abril al 14 de junio permaneció fondeado en las proximidades del faro El Rincón, península Verde para control del tránsito marítimo y vigilancia aérea.
El 29 de octubre de 1982 terminó su última navegación. El comandante en jefe de la Armada Argentina resolvió su retiro y venta a Fabricaciones Militares, el 8 de septiembre de 1983. Ese organismo argentino lo desguazó en el puerto de Ingeniero White.

## Nombres
Estados Unidos bautizó al buque como Hank en homenaje al teniente comandante William Hank, oficial que tuvo una destacada y heroica actuación en la Segunda Guerra Mundial, y que murió comandando el destructor USS Laffey (DD-459).
El nombre Seguí fue en homenaje a Francisco José Seguí, marino argentino héroe de las guerras de la Independencia, del Brasil, de la Confederación y de la Organización Nacional.